# Fara in Sabina
Fara in Sabina is een gemeente in de Italiaanse provincie Rieti (regio Latium) en telt 11.737 inwoners (31-12-2004). De oppervlakte bedraagt 54,9 km², de bevolkingsdichtheid is 200 inwoners per km².
De volgende frazioni maken deel uit van de gemeente: Coltodino, Talocci, Passo Corese, Borgo Quinzio, Corese Terra, Canneto, Prime Case, Baccelli, Farfa.

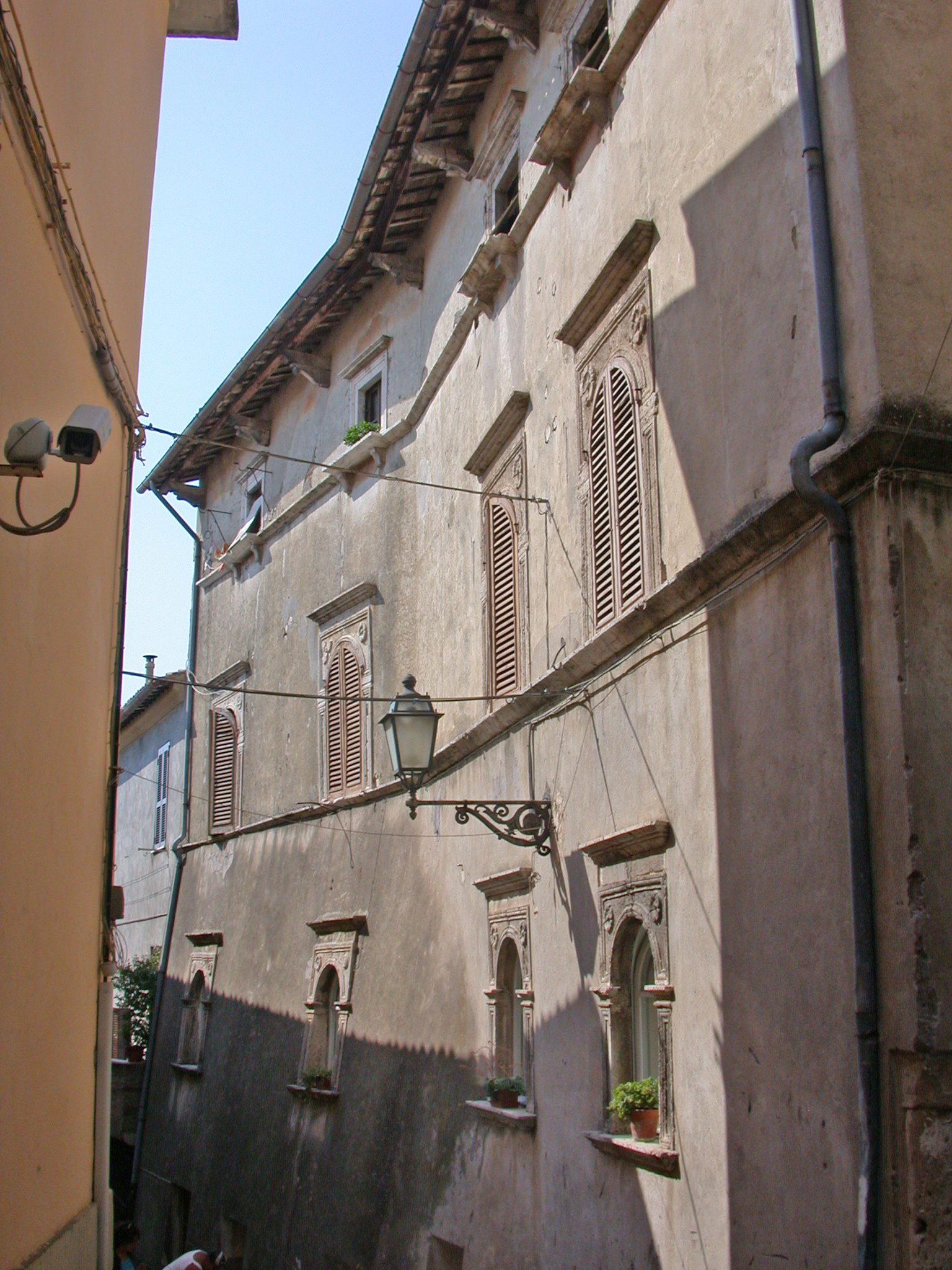
Palazzo Orsini in Fara in Sabina

## Demografie
Fara in Sabina telt ongeveer 4481 huishoudens. Het aantal inwoners steeg in de periode 1991-2001 met 16,0% volgens cijfers uit de tienjaarlijkse volkstellingen van ISTAT.
| Jaar | Inwoneraantal |
| ---- | ------------- |
| 1991 | 9319          |
| 2001 | 10.810        |

## Geografie
De gemeente ligt op ongeveer 482 m boven zeeniveau.
Fara in Sabina grenst aan de volgende gemeenten: Castelnuovo di Farfa, Montelibretti (RM), Montopoli di Sabina, Nerola (RM), Toffia.

## Geboren
- Patrizia Spuri (1973), atlete